# Индокитай (фильм)
«Индокита́й» (фр. Indochine; вьет. Đông Dương) — кинофильм 1992 года. Снимался при активном участии вьетнамских кинематографистов. Премия «Оскар» за лучший фильм на иностранном языке (1993).

## Сюжет
Действие фильма происходит во Французском Индокитае 1930-х годов. История любви владелицы каучуковых плантаций француженки Элианы и её приемной дочери — богатой наследницы древней вьетнамской императорской династии круглой сироты Камиллы — к молодому морскому офицеру французу Жану-Батисту показана на фоне коммунистических волнений в колониальном Вьетнаме, который борется за независимость от Франции.
Жан-Батист знакомится с Элианой на аукционе и влюбляется в неё; события их страсти разыгрываются в её родном старом доме, где она провела своё детство.
Однажды на улице Жан-Батист спасает от террориста её падчерицу — вьетнамскую принцессу Камиллу. Юная шестнадцатилетняя девушка влюбляется в него, и эта любовь оказывается взаимной. Элиана не может простить Жан-Батиста: по её просьбе его ссылают на дальний форпост — в залив Халонг, а Камиллу выдают замуж за изгнанного из Парижа жениха-вьетнамца Тханя в древней столице вьетнамских императоров — городе Хюэ. В преддверии свадьбы жених Камиллы, увлеченный коммунистическими идеями, помогает ей сбежать. Она скитается по северному Вьетнаму, по дороге познакомившись с женщиной Шао из вьетнамо-китайской семьи. Когда она попадает в залив Халонг, ожидая переправы с китайцами и вьетнамцами, которых хотят продать в качестве рабов, её замечает Жан-Батист. Он пытается отделить её от остальных вьетнамцев, но этому препятствует его командир, возникает стычка, в ходе которой Камилла расстреливает его из его же револьвера. Они вынуждены скрываться, Жан-Батист становится дезертиром.
Со временем Камилла и Жан-Батист присоединяются к коммунистическому революционному движению через Тханя, вьетнамского мужа Камиллы. У них рождается сын Этьен, которого Камилла вынашивает в бегах, скитаясь вместе с бродячим театром. Сразу после рождения сына, Жана-Батиста вместе с ребёнком арестовывают, Камилла попадает в лагерь, где становится известной под именем Красной Принцессы, а её сын Этьен остаётся у Элианы. За дезертирство Жана-Батиста ждёт трибунал и последующее суровое наказание. Чтобы не очернять французскую армию перед вьетнамцами, трибунал над офицером было решено провести во Франции, в Бресте. Накануне отплытия Жана-Батиста под честное слово офицера отпускают на сутки попрощаться с сыном и близкими. Утром его обнаруживают застреленным в постели рядом с сыном. Убийство или самоубийство? Похоже, первое: Жан-Батиста мешал всем — как флоту (дезертир, примкнувший к коммунистам), так и самим коммунистам, о которых он очень много знал. Несмотря на тщетные попытки Элианы добиться расследования убийства, следствие вынесло удобный для всех вердикт — самоубийство. Через несколько лет, после освобождения из заключения, Камилла отказывается вернуться в семью. Она окончательно выбрала свой путь — с коммунистами, и просит Элиану уехать во Францию. «Твоего Индокитая больше нет, он умер…» — говорит она.
События Второй мировой войны и Первой Индокитайской войны остались за кадром. В конце фильма действие переносится в Швейцарию, на Женевское озеро, где после Первой Индокитайской войны, 21 июля 1954 года, была провозглашена независимость Вьетнама. Элиана приводит повзрослевшего Этьена к его матери — Камилле, приехавшей с вьетнамской делегацией, но они оба не испытывают друг к другу родственных чувств. Вернувшись от Камиллы, Этьен сказал вырастившей его Элиане: «Моя мать — это ты».

## В ролях
- Катрин Денёв — Элиана
- Венсан Перес — Жан-Батист
- Фам Линь Дан — Камилла
- Доминик Блан — Иветт
- Анри Марто — Эмиль
- Анджей Северин — Хебрард
- Тю Хынг — муж Шао
- Нгуен Эрик — Тхань
- Чинь Тхинь — сыщик Минь
- Ньы Куинь — Шао
- Жан-Батист Хюинь — взрослый Этьен
- Нго Куанг Хай

## Награды
- 1993 — Премия «Сезар»
  - Лучшая женская роль: Катрин Денёв
  - Лучшая женская роль второго плана: Доминик Блан
  - Лучшая работа художника-постановщика
  - Лучшая операторская работа
  - Лучший звук
- 1993 — Премия «Оскар»
  - Лучший фильм на иностранном языке
- 1993 — Премия «Золотой Глобус»
  - Лучший фильм на иностранном языке
- 1993 — Премия «Гойя»
  - Лучший европейский фильм
- 1992 — Национальный совет кинокритиков США
  - Лучший фильм на иностранном языке